# Potentille blanche
Potentilla alba
Espèce
Classification phylogénétique
La Potentille blanche (Potentilla alba) est une espèce de plantes à fleurs de la famille des Rosacées.

## Description
C'est une plante herbacée vivace haute de 5 à 25 cm aux feuilles velues composées de cinq folioles, aux fleurs blanches dont les pétales sont légèrement échancrés. La floraison a lieu d'avril à mai.

## Distribution
Europe centrale. En France, l'espèce est rare et protégée dans le Jura, les Alpes.

## Habitat
Pelouses calcaires et bois clairs de 200 à 1 000 m.